# Подфильни
Подфильни — деревня в Холмском районе Новгородской области, входит в Красноборское сельское поселение. Площадь территории относящейся к деревне — 6 га.
Деревня расположена на левом берегу реки Ловать, у устья реки Вица, у автодороги Р51 (Шимск — Невель). Подфильни находятся на высоте 53 м над уровнем моря. Ниже по течению Ловати — деревни Дунаево и Ветно, выше по течению — деревня Новая.

## Население
Постоянное население деревни — 8 чел. (2009), хозяйств — 2.
| 2010 |
| ---- |
| 6    |